# Rob van Kreeveld
Rob van Kreeveld (Den Haag, 15 juni 1941 – aldaar, 17 december 2023) was een Nederlands pianist en componist.

## Biografie
Van Kreeveld, die al vroeg werd beïnvloed door Oscar Peterson, begon zijn professionele loopbaan in de rock-'n-roll. Hij werd pianist bij de Indorockgroep The Black Dynamites en ging daarmee in 1960 op tournee in Duitsland. In 1963 nam hij met deze groep ook een paar platen op voor Show Records. In de periode 1963-1967 studeerde hij klassieke muziek aan het Koninklijk Conservatorium in Den Haag onder Theo van der Pas. In dezelfde tijd werd hij pianist en comboleider bij Cabaret PePijn van Paul van Vliet. Hij zette teksten van Liselore Gerritsen op muziek en componeerde voor Van Vliet de muziek van enkele bekende liedjes, zoals Veilig achterop bij vader op de fiets en Meisjes van dertien. Van Kreeveld werkte van 1964 tot 1977 bij Van Vliet. Vanaf 1979 gaf hij les aan de conservatoria in Rotterdam en Den Haag. Ook was hij visiting professor bij buitenlandse conservatoria, onder meer in Boston. In de periode 2003-2005 toerde hij met de Baileo Big Band. In 2019 was hij nog steeds een regelmatig gevraagde gastpianist op diverse albums.
In de jazz werkte hij samen met onder anderen Stan Getz, Joe Lovano, Joe Pass, Woody Shaw, Philip Catherine, Toots Thielemans, Rita Reys, Ann Burton, Greetje Kauffeld, Denise Jannah en Gerrie van der Klei. Hij heeft verschillende platen gemaakt.
Van Kreeveld overleed op 82-jarige leeftijd.

## Discografie (selectie)
als (co-)leider
- Oleo (met pianist Rob van Bavel 1998)
- Jazz at Pinehill (solo), l999, Pinehill PHCHR 75055
- Alone Together, 2002, Baileo BMP 119